# Праде (Тренто)
Праде је насеље у Италији у округу Тренто, региону Трентино-Јужни Тирол.
Према процени из 2011. у насељу је живело 171 становника. Насеље се налази на надморској висини од 898 м.